# Гудман, Пол
Пол Гудман (англ. Paul Goodman [ˈgʊdmən]; 9 сентября 1911 года, Нью-Йорк, США — 2 августа 1972 года, Нью-Гэмпшир, США) — американский романист, драматург, поэт и психотерапевт. В настоящее время наиболее известен как социальный критик, философ, анархист и интеллектуал. Как «философ новых левых», Гудман был активистом пацифистского левого движения в 1960-х (отказ от насилия) и вдохновителем студенческих движений альтернативной культуры того времени. Пол Гудман был открытым бисексуалом, что вызывало много трудностей в его жизни и работе. Как психотерапевт является одним из основателей гештальт-терапии в 1940-х и 1950-х годах.